# Liste der Straßen und Plätze in Kiel/E

## Eb

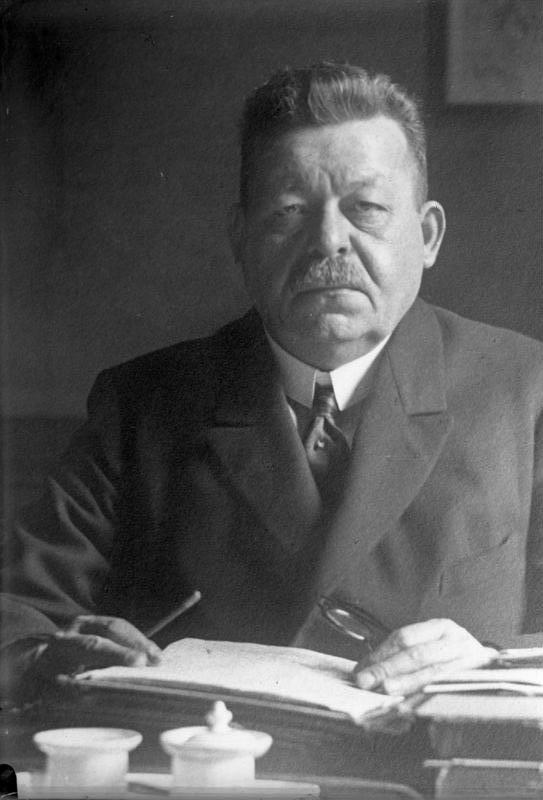
Reichspräsident Friedrich Ebert (1923)

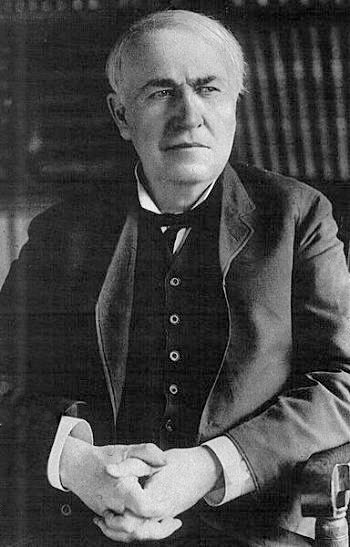
Thomas Alva Edison (1915)

Ebereschenweg, Suchsdorf
1959 erstmals im Kieler Adressbuch aufgeführt, gehört zum Wohngebiet mit Straßennamen aus der Botanik.
* Ebertplatz, Gaarden-Ost
vor 1947 Platz am Karlstal, 1947 nach Friedrich Ebert umbenannt.
* Ebertsche Koppel, Elmschenhagen
1923 erstmals aufgeführt im Kieler Adressbuch, 1936 nach einer alten Flurbezeichnung in Kreuzkamp umbenannt.
Eckenerplatz, Holtenau
1968 nach Hugo Eckener benannt.
Eckenerweg, Holtenau
2006 nach Hugo Eckener benannt.
* Eckernförder Allee, Schreventeich, Ravensberg
1789 noch ohne Namen auf der Topographisch Militärischen Charte des Herzogtums Holstein (1789–1796) Nr. 10 von Major Gustav Adolf von Varendorf eingezeichnet, 1901 nach der Stadt Eckernförde benannt, Teil der Straße von Kiel nach Eckernförde, 1938 umbenannt in Straße der SA, 1945 umbenannt in Eckernförder Allee, 1958 einschließlich Eckernförder Chaussee der Gemeinde Suchsdorf, 1972 umbenannt in Eckernförder Straße.
* Eckernförder Chaussee, Schreventeich, Ravensberg
1789 noch ohne Namen auf der Topographisch Militärischen Charte des Herzogtums Holstein (1789–1796) Nr. 10 von Major Gustav Adolf von Varendorf eingezeichnet, 1852 erstmals im Kieler Adressbuch aufgeführt, Teil der Straße von Kiel nach Eckernförde, 1938 umbenannt in Straße der SA,
* Eckernförder Chaussee, Suchsdorf
1789 noch ohne Namen auf der Topographisch Militärischen Charte des Herzogtums Holstein (1789–1796) Nr. 10 von Major Gustav Adolf von Varendorf eingezeichnet, 1958 wird das Suchsdorfer Teilstück der Straße von Kiel nach Eckernförde in die Eckernförder Allee (Kiel) einbezogen.
Eckernförder Straße, Exerzierplatz, Schreventeich, Ravensberg, Suchsdorf
1789 noch ohne Namen auf der Topographisch Militärischen Charte des Herzogtums Holstein (1789–1796) Nr. 10 von Major Gustav Adolf von Varendorf eingezeichnet – siehe Karte, 1901 nach der Stadt Eckernförde benannt, Teil der Straße von Kiel nach Eckernförde (Exerzierplatz bis Arndtplatz), 1972 wird die Eckernförder Allee einbezogen.
Edisonstraße, Moorsee, Wellsee
1973 nach Thomas Alva Edison benannt.
Eduard-Adler-Straße, Marineviertel
1938 als Emsmannstraße angelegt, 1947 nach Eduard Adler umbenannt.
Eekberg, Neumühlen-Dietrichsdorf
1903 als Bergstraße angelegt, 1925 nach einer Flurbezeichnung (Eekberg – Eichberg) umbenannt.
Eekbrook, Holtenau
1910 nach einer alten Flurbezeichnung benannt. Eekbrook = Eichenbruch, Weideweg der Holtenauer Bauern zum als Holzweide genutzten Voßbrooker Wald, der heute auf dem Flugplatzgelände liegt.
* Egerländer Platz, Elmschenhagen
1939 wurde der Name nach einer Landschaft in Böhmen festgelegt, 1947 wurde der Platz in Bebelplatz umbenannt.
Egerstraße, Elmschenhagen
1939 nach der Stadt Eger in Böhmen benannt.
Eggerstedtstraße, Altstadt
früher Pfaffenstraße und Nikolaikirchhof, 1965 nach Otto Eggerstedt benannt.

## Ei

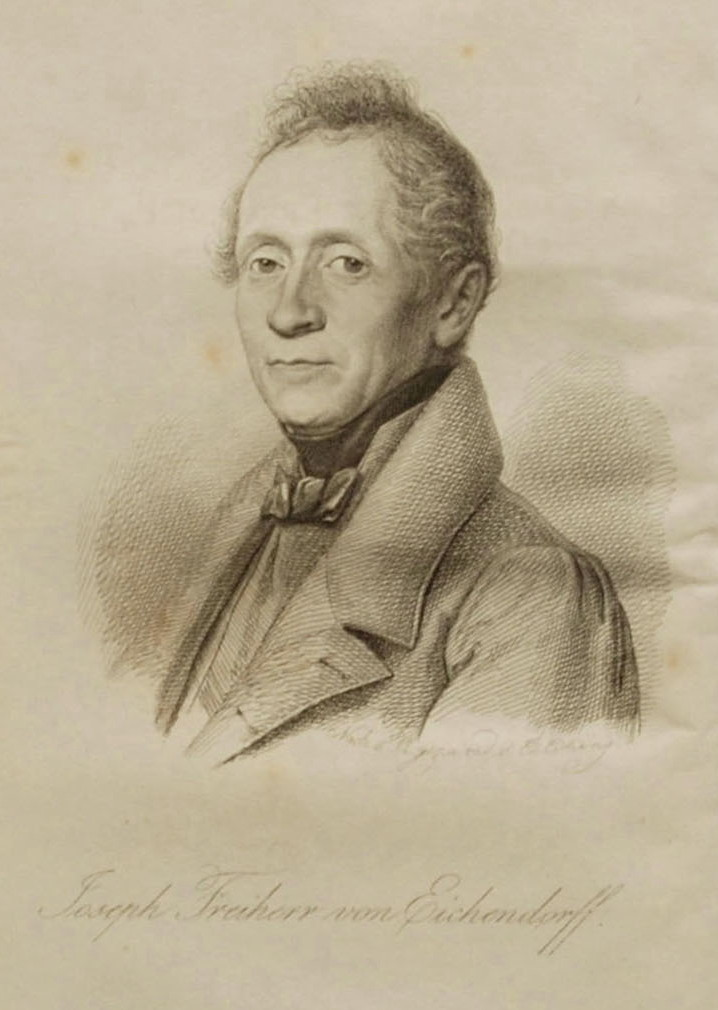
Joseph von Eichendorff

Eichenbergskamp, Neumühlen-Dietrichsdorf
als Katharinenstraße angelegt, 1888 im Protokolltext der Gemeinderatssitzung erwähnt, 1894 erstmals im Adressbuch Gaarden-Ost aufgeführt, 1925 nach einer alten Flurbezeichnung in Eichenbergskamp umbenannt.
Eichendorffstraße, Schreventeich
1925 nach Joseph Freiherr von Eichendorff benannt.
Eichhofstraße, Schreventeich
1900 wurde der Name für die Straße zum Parkfriedhof Eichhof festgelegt – der Friedhof liegt auf dem Gelände des früheren Hofes Eichhof.
Eichkamp, Schreventeich
1924 nach einer alten Flurbezeichnung benannt, 2005 wurde die neue südwestlich abzweigende Stichstraße ebenfalls mit Eichkamp benannt.
Eiderbrook, Hassee
1923 nach einer alten Flurbezeichnung benannt.
Einsteinstraße, Ravensberg
2006 nach Albert Einstein benannt.
* Eisenbahndamm, Vorstadt
1852 erstmals im Kieler Adressbuch aufgeführt, 1975 wurde der Eisenbahndamm zwischen Wall und Kaistraße ebenfalls mit Kaistraße bezeichnet.
Eisvogelweg, Elmschenhagen
1979 wurde der Name der Straße nach Pflanzen und Vögeln, die an Binnengewässern vorkommen, festgelegt – in Anlehnung an Am Wellsee.

## El
* Elandsberg, Hassee
1902 erstmals im Kieler Adressbuch aufgeführt, 1949 Gartenhäuser und Behelfsheime, 1977 wurde Elandsberg zu Aubrook Nr. 100 – Der Elandsberg ist 36,5 m hoch. Heute ist dort ein Wagendorf angesiedelt.
* Elandsweg, Hassee
1789 noch ohne Namen auf der Topographisch Militärischen Charte des Herzogtums Holstein (1789–1796) Nr. 21 von Major Gustav Adolf von Varendorf eingezeichnet, 1875 in der Königlich Preußischen Landesaufnahme als Elandsweg von der Dorfstraße (Hassee) bis Julienlust eingezeichnet, 1910 wurde der von der Hasseer Straße abzweigende nach Hasseldieksdamm führende Weg in Uhlenkrog umbenannt.
Elbenkamp, Neumühlen-Dietrichsdorf
1902 nach einer alten Flurbezeichnung benannt, 1906 erstmals im Kieler Adressbuch aufgeführt.
Elbinger Straße, Wellingdorf, Ellerbek
1938 nach der Stadt Elbing benannt.
Elendsredder, Wik
1789 noch ohne Namen auf der Topographisch Militärischen Charte des Herzogtums Holstein (1789–1796) Nr. 11 von Major Gustav Adolf von Varendorf eingezeichnet, 1905 erstmals im Kieler Adressbuch aufgeführt.
Elfriede-Dietrich-Straße, Steenbek-Projensdorf
2008 nach Elfriede Dietrich (31. Dezember 1916 bis 28. November 2000) benannt – engagierte Tannenbergerin (Kiel-Tannenberg, gehört zu Steenbek-Projensdorf).
Elisabeth-Gloeden-Ring, Wellsee
1993 nach Elisabeth Gloeden benannt.
Elisabethstraße, Gaarden-Ost
1877 wurde der Name der Straße nach der Tochter des früheren Oberingenieurs Münch benannt.
Elisabeth-von-Thadden-Straße, Wellsee
1993 nach Elisabeth von Thadden benannt.
Elisabeth-Vormeyer-Weg, Steenbek-Projensdorf
2008 nach Elisabeth Vormeyer (28. September 1893 bis 6. Juni 1985) benannt – Kommunalpolitikerin, gründete den Kieler Frauenring, Vorsitzende Landesfrauenrat Schleswig-Holstein.
Ellerbeker Straße, Wellingdorf
1903 nach dem Dorf Ellerbek benannt.
* Ellerbeker Weg, Elmschenhagen
1908 erstmals im Kieler Adressbuch aufgeführt, 1940 in Ellerbeker Weg (Kiel) einbezogen.
Ellerbeker Weg, Elmschenhagen, Wellingdorf
1789 noch ohne Namen auf der Topographisch Militärischen Charte des Herzogtums Holstein (1789–1796) Nr. 22 von Major Gustav Adolf von Varendorf eingezeichnet, 1925 erstmals im Kieler Adressbuch aufgeführt, 1940 einschließlich Ellerbeker Weg (Elmschenhagen).
* Ellerhörn, Moorsee
1970 nach einer Flurbezeichnung benannt, 1971 in Barkauer Straße einbezogen.
Ellerkrug, Suchsdorf
1978 nach einer Flurbezeichnung benannt.
Ellernbrook, Siedlung Oppendorf
1926 nach einer alten Flurbezeichnung benannt.
Elmschenhagener Allee, Elmschenhagen
als Bahnhofstraße angelegt, 1908 erstmals im Kieler Adressbuch aufgeführt, 1939 in Elmschenhagener Allee umbenannt.
Elmschenhagener Kreisel, Elmschenhagen
2001 wurde der Name für den Verkehrskreisel über der Bundesstraße 76 festgelegt.
* Elmschenhagener Weg, Wellsee
1909 wurde der Name für den Weg zur Nachbargemeinde Elmschenhagen beschlossen, 1971 in Schlehenkamp umbenannt.
* Elmshorner Straße, Wik
1940 nach der Stadt Elmshorn benannt, 1977 nicht mehr im Adressbuch aufgeführt, vom Elendsredder an aufgehoben.

## Em

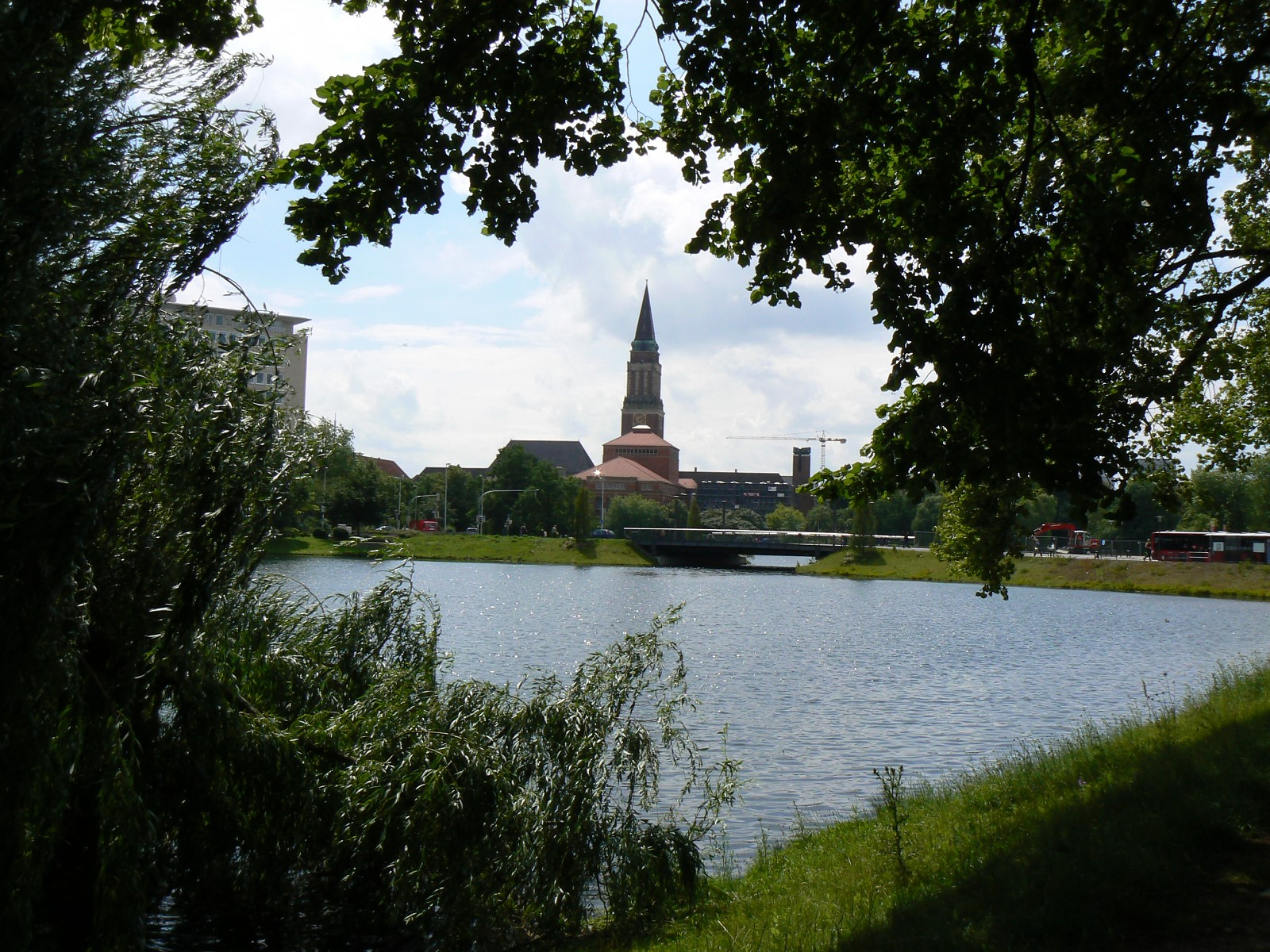
Kleiner Kiel. Im Hintergrund die Emil-Lueken-Brücke.

Emil-Lueken-Brücke, Damperhof, Altstadt
2002 nach Emil Lueken benannt.
Emkendorfer Weg, Mettenhof
1938 nach dem Gut Emkendorf benannt.
Emma-Sorgenfrei-Weg, Steenbek-Projensdorf
2009 nach Emma Sorgenfrei (28. Oktober 1886 bis 14. Dezember 1973) benannt – Kämpferin um gerechte Lebens- und Arbeitsbedingungen, Kieler Arbeiterbewegung, aktive Gewerkschafterin, engagiert in sozialen Verbänden.
* Emsmannstraße, Wik
1938 nach Oberleutnant zur See Hans-Joachim Emsmann benannt – Kommandant von U116, am 18. Oktober 1918 vor Scapa Flow gesunken.
Erich-Kästner-Weg, Gaarden-Ost
2001 nach Erich Kästner benannt.
Erlenhorst, Russee
1960 als Am Hang angelegt, 1970 in Anlehnung an die alte Flurbezeichnung Horst in Erlenhorst umbenannt, 2000 wurde die Straße bis zum Redderkamp verlängert.
Erlenkamp, Wellingdorf
1912 nach einer alten Flurbezeichnung benannt.
Ernestinenstraße, Gaarden-Ost
1902 erstmals im Kieler Adressbuch aufgeführt – nach der Tochter des Grundstückeigentümers Zimmermeister Hagedorn benannt.
Ernst-Busch-Platz, Gaarden-Ost
2010 nach Ernst Busch benannt.

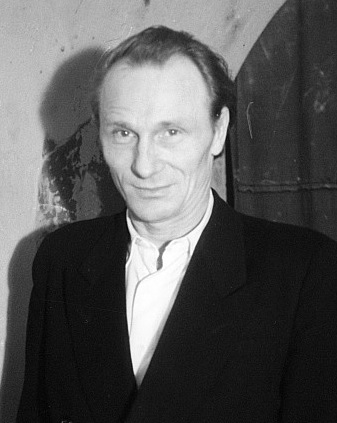
Ernst Busch

* Ernst-Friedrich-Straße, Wellingdorf
1876 wurde der Name der Straße nach dem Grundbesitzer Ernst Friedrich Rieper festgelegt, die Straße wurde im Krieg durch Bomben fast total zerstört und ist nicht wieder aufgebaut worden.
Esbjergweg, Mettenhof
1967 nach der Stadt Esbjerg benannt.
Eschenkamp, Schreventeich
1937 als Gartenkamp angelegt, 1959 wurde die Straße nach einer Flurbezeichnung in Eschenkamp umbenannt. 1965 wurde ein Teil des Eschenkamps im Rahmen eines Grenzänderungsvertrags in die Gemeinde Kronshagen umgemeindet.
Esmarchstraße, Düsternbrook, Blücherplatz, Ravensberg
1907 nach Johannes Friedrich August von Esmarch benannt.
Europaplatz, Vorstadt
1978 wurde der Name in der Ratsversammlung festgelegt – nach der Umgestaltung des Ostseehallenvorplatzes erhält der Platz anlässlich der Kieler Woche 1978 seinen Namen.
Eutiner Straße, Gaarden-Süd
1938 nach der Stadt Eutin benannt.
Exerzierplatz, Vorstadt, Exerzierplatz
1793 in der Klessel'schen Karte eingezeichnet, 1835 erstmals im Kieler Adressbuch aufgeführt – Ehemaliger Exerzierplatz der Kieler Garnison, seit 1902 wird dort Wochenmarkt abgehalten.